# İlyas Salman
İlyas Salman (nacido el 14 de enero de 1949) es un actor, director de cine, autor, guionista y músico turco.
Compartió el Premio a Mejor Actor del Festival Internacional de Cine Adana Golden Boll en 2012, junto con Engin Günaydın por su papel en Yeraltı.

## Biografía
Salman nació el 14 de enero de 1949 en Arguvan, Malatya. Fue aceptado como un kurdo debido personajes kurdos que había interpretado durante muchos años. En 2007, en un artículo escrito por él mismo y más tarde en un libro reveló que era un alevíturcomano.
Es partidario de la izquierda. Participó en el rally del Partido Comunista de Turquía en Kartal el 1 de mayo de 2006. Él es uno de los contribuyentes de la revista Turkish Left.

## Karanfil Kokuyor Cıgaram
A partir del 1 de octubre de 2009, quería iniciar la realización de un espectáculo llamado "Karanfil Kokuyor Cıgaram" donde iba a leer los poemas del libro "Hasretinden Prangalar Eskittim" del poeta turco Ahmed Arif en el Centro de Arte Bakırköy. El director visual de la serie sería su hijo Temmuz Salman. Su hija Devrim Salman sería la solista en el espectáculo. Sin embargo, debido a algunos problemas de salud temporales, el programa fue aplazada por un tiempo.

## Filmografía

### Actor

#### Películas
| Año  | Título original                      | Alt. Traducción al inglés                | Rol                                  |
| ---- | ------------------------------------ | ---------------------------------------- | ------------------------------------ |
| 1977 | Çöpçüler Kralı                       | King of Waste Collectors                 |                                      |
| 1977 | Baskın                               | The Raid                                 |                                      |
| 1978 | Kibar Feyzo                          | Feyzo the Gentle                         | Bilo                                 |
| 1978 | Sultan                               | Sultan                                   | Bekçi Kolombo (guardia de seguridad) |
| 1978 | Hababam Sınıfı Dokuz Doğuruyor       |                                          | Bilo Ağa (Bilo el Agha)              |
| 1979 | Erkek Güzeli Sefil Bilo              | Bilo the Miserable Beauty King           | Bilo                                 |
| 1980 | Talihli Amele                        | The Lucky Worker                         | Mehmet Ali                           |
| 1980 | Banker Bilo                          | Bilo the Banker                          | Bilo                                 |
| 1980 | İbişo                                | İbişo                                    | İbişo                                |
| 1980 | Beş Parasız Adam                     | The Broke Man                            |                                      |
| 1981 | Hababam Sınıfı Güle Güle             | Hababam Grade Good Bye                   | Mehmet Hoca (Mehmet el maestro)      |
| 1981 | Çirkinler de Sever                   | The Ugly Ones May Love                   | Mazlum                               |
| 1982 | Dolap Beygiri                        | The Wheel Horse                          | Ali                                  |
| 1982 | Çiçek Abbas                          | Abbas in Flower                          | Çiçek Abbas                          |
| 1983 | Aptal Kahraman                       | The Dumb Hero                            | Şahan                                |
| 1983 | Şaşkın Ördek                         | Silly Duck                               | Halil İbrahim                        |
| 1983 | Şekerpare                            | Sweetheart                               | Cumali                               |
| 1984 | Kızlar Sınıfı                        | Class of Girls                           | İlyas Hoca                           |
| 1985 | Ya Ya Ya Şa Şa Şa                    | Hurray Hurray                            |                                      |
| 1985 | Uyanıklar Dünyası                    | World of Shifties                        | İlyas                                |
| 1985 | Ekmek Elden Su Gölden                |                                          |                                      |
| 1985 | Para Babası                          | Tycoon Business                          |                                      |
| 1985 | Fakir Milyoner                       | The Poor Millionaire                     |                                      |
| 1985 | Sarı Öküz Parası                     | Money for The Yellow Ox                  |                                      |
| 1985 | The Sandwich Holding                 |                                          |                                      |
| 1985 | Deliye Hergün Bayram                 | Everyday (is a) Feast for the Dementeds  |                                      |
| 1986 | Sen Neymişsin Be Abi                 |                                          |                                      |
| 1986 | Karaman'ın Koyunu                    | Karaman Type Sheep                       |                                      |
| 1986 | Ben Milyoner Değilim                 | I'm Not A Millionaire                    |                                      |
| 1986 | Ava Giden Avlanır                    | The Bitter Bit                           |                                      |
| 1987 | Aşk Peşinde                          | Chasing the Love                         | İlyas                                |
| 1987 | Gönlü Bol                            | Generous Hearted                         |                                      |
| 1988 | Keklik Ali                           | Ali the Partrdge                         | Ali                                  |
| 1988 | Aptal Aşık                           | Stupid Lover                             |                                      |
| 1989 | Afacan                               | The Impish                               |                                      |
| 1989 | Kınalı Hanzo                         |                                          | İlyas                                |
| 1990 | Aile Bağları                         | Family Ties                              | Deli Fişek (Crazy Crack)             |
| 1990 | Zavallı                              | The Miserable                            | Ali                                  |
| 1992 | Sarı Mercedes                        | Yellow Mercedes                          | Bayram el expatriado                 |
| 1994 | Sarhoş                               | Drunken                                  |                                      |
| 1994 | Talihsiz Bilo                        | Bilo the Unlucky                         | İlyas/Talat                          |
| 1994 | Yoksa Yaşlandım Mı?                  | Did I Get Older?                         |                                      |
| 1995 | Naylon Karı                          | Nylon Dame                               |                                      |
| 1995 | Antika Kabadayı                      | Hidebound Bully                          | Deli Eşref (Eşref el loco)           |
| 1995 | Karımı Aldatamam                     | I Can't Cheat on My Wife                 | Recai                                |
| 1995 | Tek Ayaklı Kuşlar                    | One Legged Birds                         | Lokman                               |
| 1995 | Rambo Ramiz                          | Ramiz the Rambo                          | Rambo Ramiz                          |
| 1997 | Tatil Belası                         | The Vacancy Trouble                      | Dr. Mustafa Özsoy                    |
| 2000 | Şam Fıstık                           | Pistacchio                               |                                      |
| 2003 | Çığlığın Dağlarda Yükselir           | Your Scream Would Raise on the Mountains |                                      |
| 2003 | Sen Hiç Güneşte Üşüdün Mü?           | Have You Ever Get Cold Under the Sun?    |                                      |
| 2003 | Güneş De Karanlığa Düşer             | Sun Falls in Dark, Too                   |                                      |
| 2006 | Sis ve Gece                          | Fog and Night                            | Cuma                                 |
| 2006 | Adressiz Sorgular                    | Unaddressed Queries                      |                                      |
| 2008 | Sevgili Babam                        | Dear Father                              |                                      |
| 2008 | Şeytanın Pabucu                      |                                          | Halil                                |
| 2009 | Çıngıraklı Top                       | Rattled Ball                             | Muzo                                 |
| 2014 | სიმინდის კუნძული / Simindis Kundzuli | Corn Island                              | anciano                              |

#### Programas de televisión
| Año  | Título Original             | Alt. Traducción al inglés      | Papel                             |
| ---- | --------------------------- | ------------------------------ | --------------------------------- |
| 1980 | Yedi Kocalı Hürmüz          | Hürmüz with Seven Husbands     | Bıçkın Rüstem                     |
| 1994 | Kızlar Sınıfı               | Class of Girls                 |                                   |
| 1997 | Yasemince                   |                                | acreditado como invitado especial |
| 1998 | Gülerken Ağladık            | We Cried When We Were Laughing | Mehmet Yabancı                    |
| 2001 | Fakiro                      |                                |                                   |
| 2008 | Ölüm Çiçekleri – Saraybosna | Flowers of Death – Sarajevo    | Eyüp Sabri                        |
| 2010 | Akasya Durağı               | Akasya Station                 | Maho Ağa (Maho Agha)              |

### Director y guionista
| Año  | Título Original | Alt. Traducción al inglés | Papel                             | Notas         |
| ---- | --------------- | ------------------------- | --------------------------------- | ------------- |
| 1990 | Zavallı         | Miserable                 | Ali                               | También actuó |
| 1990 | Aile Bağları    | Lazos Familiares          | Deli Fişek (El Loco de La Grieta) | También actuó |